# Will to Power
Will to Power é um grupo americano de freestyle e dance-pop formado em 1986 no sul da Flórida pelo produtor musical e cantor Bob Rosenberg (18 de janeiro de 1959). Will to Power é melhor lembrado pela sua canção "Baby, I Love Your Way/Freebird Medley (Free Baby)", um medley dos sucessos de Peter Frampton e Lynyrd Skynyrd que alcançou o primeiro lugar da Billboard Hot 100 em Dezembro de 1988. O grupo também teve dois singles de número um na Billboard Hot Dance Club Play, "Say It's Gonna Rain" e "Fading Away", e continuam a criar músicas até hoje. A história do grupo começou quando Bob Rosenberg, que era DJ na rádio de Miami, a Hot 105 e produzia remixes de diferentes sucessos se tornando popular naquela estação. Depois editou algumas músicas para o grupo 2 Live Crew e acabou ganhando mais popularidade. Foi então, que em 1986, ele se juntou a Dr. J e Susi Carr, sua namorada e formou o grupo Will To Power lançando o primeiro single “Dreamin”, na Thrust Records. No ano seguinte, o grupo assinou com a Epic Records e relançaram o single “Dreamin”.
Em 1988, o grupo lançou o segundo single “Say It’s Gonna Rain” e o terceiro single “Fading Away” e também o primeiro álbum do Will To Power, onde tinha a balada “Baby, I Love Your Way/Freebird”, que se tornou primeiro lugar nas paradas de todo o mundo. O grupo contou com vários vocais femininos, como Maria Mendez (irmã de Lazaro “Dj Laz” Mendez), Elin Michaels, Rachel Newman, além de Alé e Laurie Miller (ex-vocalista do grupo Exposé). Em 1990, o Will To Power lança o segundo álbum “Jorney Home”, agora o grupo se tornara um duo, com Bob Rosenberg e Elin Michels como vocalistas. Neste álbum destacam-se a canção título “Jorney Home” e a balada “I’m Not In Love”, regravação do 10 cc.
Em 1996, o Will To Power lança o álbum “Love Power”, com canções românticas tiradas dos 2 primeiros álbuns. Depois de algumas diferenças Bob Rosenberg deixou a Epic Records e ficou fora da música por um logo tempo, só voltando recentemente aos estúdios para regravar alguns sucessos do Will To Power em versão Dance Music.